# Бурая пеночка
Бурая пеночка (лат. Phylloscopus fuscatus) — певчая птица из семейства пеночковых (Phylloscopidae).

## Описание
Длина тела бурой пеночки составляет 14 см. Длина крыла самцов  60—70 мм, самок 53,5—61 мм, масса тела 9—10 г. Оперение верхней части тела тёмно-бурое. Клюв короткий, прямой и острый. Ноги тёмные. Характерным для бурой пеночки является рисунок лица. Через глаза проходит тёмная полоса. Над ней проходит светлая полоса. Кроме того, бурые пеночки имеют тонкое, белое окологлазное кольцо. Нижняя часть тела грязно-белого цвета, причём грудь окрашена несколько темнее. Оперение по бокам и подхвостья кремового цвета. В отличие от большинства пеночек хвост слегка закруглён. Не существует полового диморфизма. Призыв бурой пеночки — резкое «чек».

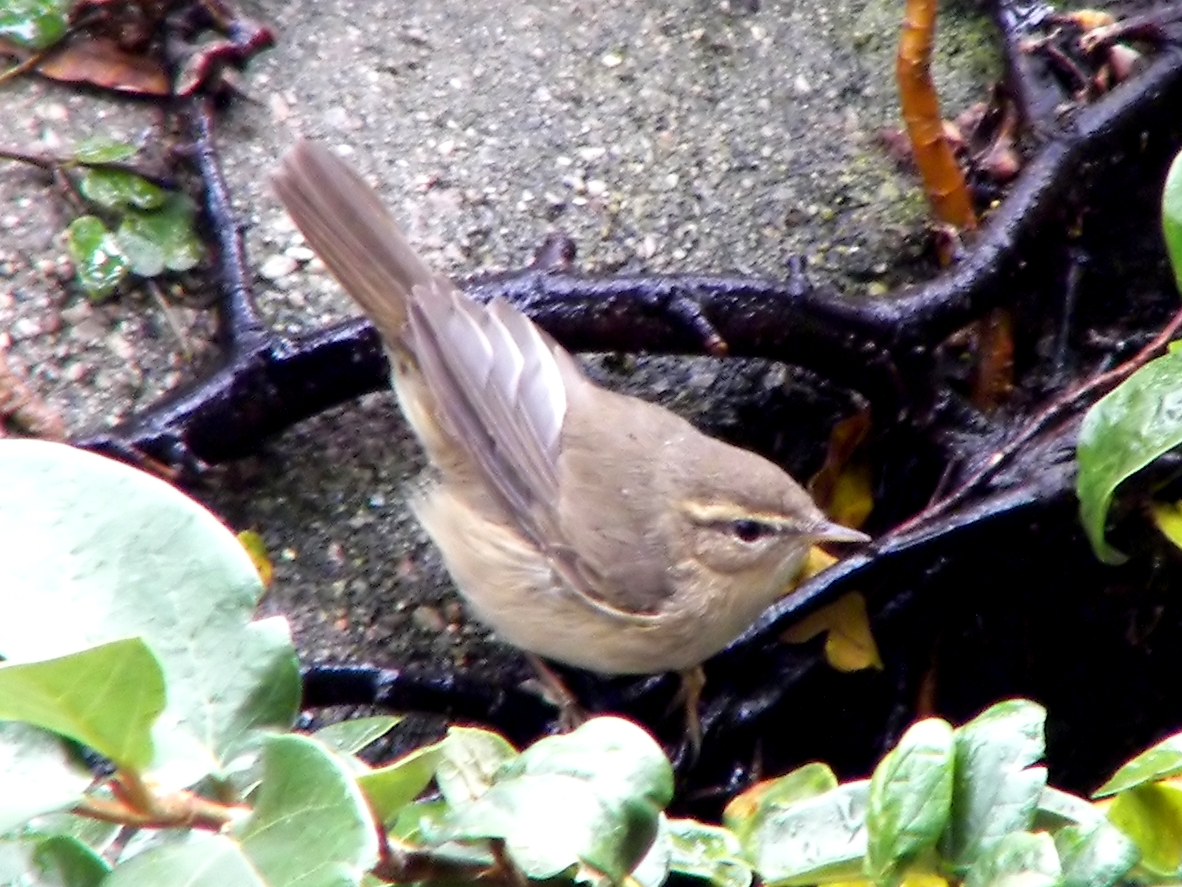
Бурая пеночка

## Распространение
Ареал гнездования бурой пеночки — Восточная Азия. Там она гнездится на болотах и болотистых местностях тайги. Это широко распространённый и часто встречающийся вид. Это выраженная перелётная птица. Регионы зимовки расположены на юго-востоке Азии. Часто ошибочно залетает в Северную Америку. Изредка наблюдался также и в Европе.

## Места обитания
Поселяется в кустарниковой чаще вдоль рек, по сырым низинам или на заболоченной почве, но избегает лесного кустарникового подседа. В горах поднимается в субальпийский пояс.

## Размножение
Бурая пеночка сооружает гнездо на небольшой высоте в кустарнике. В кладке в среднем от 5 до 6  белых яиц. Молодые птицы очень похожи на взрослых птиц. Их можно отличить по оливковому оттенку оперения верхней части тела. Бурая пеночка питается преимущественно мелкими насекомыми, а также мелкими ягодами.